# Župnija Nazarje
Župnija Nazarje je rimskokatoliška teritorialna župnija dekanije Gornji Grad škofije Celje. 

## Zgodovina
Župnijo upravljajo frančiškani, ki so v Nazarjah navzoči že od leta 1633. V letih od 1786 do 1941 so vodili tudi znamenito nazarsko osnovno šolo.
Do 7. aprila 2006, ko je bila ustanovljena škofija Celje, je bila župnija del savinjsko-šaleškega naddekanata škofije Maribor.

## Sakralni objekti
|    | slika | cerkev                                                 | kraj / naselje |
| -- | ----- | ------------------------------------------------------ | -------------- |
| 1. |       | cerkev Marijinega oznanjenja, Nazarje župnijska cerkev | Nazarje        |
| 2. |       | Frančiškanski samostan Nazarje samostan                | Nazarje        |
| 3. |       | Samostan klaris Nazarje samostan                       | Nazarje        |

Župnijska cerkev je bila zgrajena na mestu predhodne Loretske kapelice leta 1661.